# De Frogers: Effe geen cent te makken
De Frogers: Effe geen cent te makken is een Nederlands televisieprogramma dat in het najaar van 2008 werd uitgezonden op RTL 4. Het programma is gebaseerd op hetzelfde format dat de basis vormde voor de serie Joling & Gordon over de vloer, met Gerard Joling en Gordon.
In het programma ging René Froger samen met zijn vrouw Natasja Froger en hun twee zonen een maand lang in de bijstand leven. Ze kregen 1000 euro om hun huis te kunnen inrichten en 607 euro om een maand van rond te komen. De Frogers kregen iedere aflevering opdrachten, waarvan de kosten extra op het budget drukten. Verder hielp het gezin de Voedselbank.
Het seizoen werd afgesloten met een benefietuitzending die werd gepresenteerd door Linda de Mol.
Het format werd vanwege het succes al direct na de start verkocht aan enkele buitenlandse zenders.

## Discografie

### Singles
| Single met eventuele hitnotering(en) in de Nederlandse Top 40 | Datum van verschijnen | Datum van binnenkomst | Hoogste positie | Aantal weken | Opmerkingen                                          |
| ------------------------------------------------------------- | --------------------- | --------------------- | --------------- | ------------ | ---------------------------------------------------- |
| De Zon Schijnt Voor Iedereen                                  | 2008                  | 20-12-2008            | 29              | 3            | De opbrengst van de single ging naar de Voedselbank. |

### Dvd's
| Naam                                 | Datum           | Opmerking             |
| ------------------------------------ | --------------- | --------------------- |
| De Frogers: Effe geen cent te makken | 4 februari 2009 | dubbel-dvd / tv-serie |

## Vervolgen
In 2009 kwam er een vervolg op de serie met De Frogers: Helemaal Heppie. Het format waarin bekende Nederlanders in de bijstand moesten gaan leven werd in de jaren die volgden regelmatig terug gebracht. Zo verscheen in 2009 Echte Gooische meisjes in de bijstand. In 2013 waren Gerard Joling en Gordon de hoofdrolspelers onder de titel Geer & Goor: Effe geen cent te makken. In 2018 gingen de familie Roelvink, met onder andere Dries, Dave en Donny Roelvink, op SBS6 een maand leven in de bijstand in het programma De Roelvinkjes: Effe geen cent te makken. In 2022 volgde bij SBS6 een gelijksoortig programma onder de naam Chateau Bijstand met de familie Meiland, met onder andere Martien en Maxime Meiland, in de hoofdrol.